# Mijen (plaats in Semarang)
Mijen is een bestuurslaag in het regentschap Semarang van de provincie Midden-Java, Indonesië. Mijen telt 5346 inwoners (volkstelling 2010).